# Wii U版 ドラゴンクエストX オリジナルサウンドトラック
『Wii U版 ドラゴンクエストX オリジナルサウンドトラック』（ウィー ユーばん ドラゴンクエストテン オリジナルサウンドトラック）は、『ドラゴンクエストX 目覚めし五つの種族 オンライン』の音楽CDである。

## 解説
『交響組曲「ドラゴンクエストX」目覚めし五つの種族』からの2枚目のCDであり、『ドラゴンクエストX オンライン』初のオリジナルサウンドトラックである。本作はWii Uの楽曲を中心に収録されている。CD2枚組。作曲はすぎやまこういち、演奏は東京都交響楽団。収録曲のうち、オリジナル、過去作からの再録の楽曲、ME集も収録されている。
CDジャケットは『目覚めし五つの種族』のパッケージイラストを流用している。
オリコンアルバム週間ランキング初登場27位を獲得。

## 収録曲

### DISK1
1. 序曲X
2. インテルメッツォ（DQIV）
3. 村人たちのおしゃべり
4. おやすみ村人たち
5. 讃美歌に癒されて（DQVIII）
6. あの丘を越えたら
7. 刃の旋律
8. 炎の民オーガ
9. 風の民エルフ
10. 花の民プクリポ
11. 地の民ドワーフ
12. トンテンカン
13. 水の民ウェディ
14. 青のソプラノ
15. 青のテノール
16. 急げ!ピンチだ（DQVII）
17. 暗闇をさまよう
18. エレジー（DQIV）
19. 死の世界より来たる者
20. 天空の世界（DQM2）
21. 街の息吹
22. 夢のマイルーム
23. Love Song 探して（DQII）
24. まどろむ街並
25. 錬金がま（DQVIII）
26. 酒場でブギウギ（DQIII）
27. 不思議のほこら（DQVI）
28. ざわめく心
29. 空飛ぶ小舟
30. 迫る脅威
31. 渾身の力を込めて

### DISK2
1. アンルシアの恵み
2. 王宮への招待
3. 風雅の都
4. 五重魔塔
5. 高なる鼓動
6. 愛する人へ（DQVII）
7. 箱舟に乗って（DQIX）
8. この想いを…（DQVIII）
9. ずっこけモンスター（DQV）
10. 対話（DQIII）
11. コロシアム（DQIV）
12. 戦闘（DQIV）
13. 終焉の迷宮
14. 死へのいざない
15. 冥府の王
16. 更なる未来へ〜炎の民オーガ・風の民エルフ・花の民プクリポ・地の民ドワーフ・水の民ウエディ
17. 目覚めし五つの種族
18. 職人レベルアップ [ME]
19. ほのぼのクエスト [ME]
20. シリアスクエスト [ME]
21. クエストエンド [ME]
22. レベルアップ [ME]
23. 勝利 [ME]
24. 死 [ME]
25. アイテム発見 [ME]
26. 重要アイテム発見 [ME]
27. 宿屋 [ME]
28. 教会（おいのり） [ME]
29. 教会（治癒） [ME]
30. 転職 [ME]
31. 当たり [ME]
32. 中当たり [ME]
33. クエスト受注 [ME]
34. クエスト・クリア [ME]
35. 魔物登場 [ME]